# João Câncio Freitas

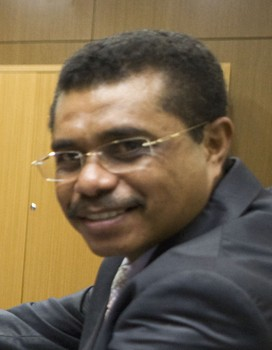
João Câncio Freitas

João Câncio Freitas ist ein Politiker aus Osttimor. Er gehört zwar keiner Partei an, gilt aber als der Partido Democrático (PD) nahestehend.

## Werdegang
Während der indonesischen Besatzungszeit lebte Freitas in Osttimor und Indonesien, studierte aber in Australien. Nach der Besatzungszeit kümmerte sich er um das Lehreraustauschprogramm Australiens in Osttimor. 2002 wurde Freitas Rektor des neugegründeten Dili Institute of Technology (DIT). Als es während der Unruhen in Osttimor 2006 schloss, gab Freitas seinen Posten am DIT ab. Ab August 2007 war er Minister für Bildung und Kultur im Kabinett Gusmãos, als Nachfolger von Rosária Corte-Real. Am 8. August 2012 löste ihn wiederum Bendito Freitas als Minister ab.
Am 25. Februar 2013 beantragte die Antikorruptionskommission CAC Hausarrest für João Câncio Freitas. Ihm wurden Amtsmissbrauch und die wirtschaftliche Beteiligung am entstehenden Bildungssender Televisão Educação Timor vorgeworfen, von der weder sein Ministerium noch das Finanzministerium informiert waren.
Am 21. Juli 2015 verurteilte das Distriktsgericht Dili Câncio zu einer Haftstrafe von sieben Jahren und der Zahlung einer Entschädigung an den Staat von 500.000 US-Dollar. Auch die Gerichtskosten von 100 US-Dollar muss er tragen.